# Viguiera trichophylla
Viguiera trichophylla là một loài thực vật có hoa trong họ Cúc. Loài này được Dusén miêu tả khoa học đầu tiên năm 1910.